# Prijelazni Mjesečevi fenomeni
Prijelazni Mjesečevi fenomeni (TLP, prema engleskom nazivu "Transient lunar phenomenon") je naziv za kratkotrajni bljesak, pojavu boje ili promjenu dijelića mjesečeve površine.
Tvrdnje o kratkotrajnim svjetlosnim fenomenima uočenim na Mjesecu sežu najmanje 1.000 godina u prošlost, a neke su uočene neovisno od nekolicine svjedoka ili vjerodostojnih znanstvenika. Zbog toga što su uglavnom neobjašnjivi, postoji malo izvještaja u znanstvenim časopisima dok znanstvena zajednica rijetko kada vodi rasprave o tim promatranjima. Većina znanstvenika smatra da su Mjesečevi fenomeni rezultat isparavanja plina ili udarnog kratera. Naziv je skovao Patrick Moore dok je 1968. pisao izvještaj R-277 za NASU, nazvan Kronološki katalog promatranih Mjesečevih događaja.

## Opis događaja
Izvještaji o Mjesečevim fenomenima imaju širok raspon: od maglovitih mrlja do trajnih promjena Mjesečeva krajolika. W. Cameron ih klasificira ovako: (1) plinoviti, uključujući maglu ili drugi oblik zatamnjenja; (2) crvene boje, (3) zelene, plave ili ljubičaste boje, (4) bljeskovi, i (5) zatamnjenja. Postoje dva opširna kataloga o Mjesečevom fenomenu, koja bilježe sveukupno 2.254 događaja od 6. stoljeća. Od većine pouzdanih izvještaja, najmanje trećina dolazi od okolice kratera Aristarchus.
Slijedi popis nekolicine najslavnijih opažanja prijelaznih Mjesečevih fenomena kroz povijest:
- 18. lipnja 1178., pet ili više redovnika iz Canterburyja su opisali prevrat na Mjesecu nedugo nakon zalaska Sunca. "Bio je sjajan mlađak, i kao obično, njegovi rogovi su bili okrenuti prema istoku; i odjednom, gornji rog se podijelio na dva. Od središnjeg dijela te podjele, blještava baklja se pojavila, izbacujući, na značajnu udaljenost, plamen i iskre. U međuvremenu, tijelo Mjeseca je djelovalo kao u anksioznosti, te, da to opišem riječima onih koji su mi to javili i vidjeli vlastitim očima, Mjesec je kucao poput ranjene zmije. Nakon toga, vratio se u normalno stanje. Ovaj fenomen je ponovljen oko tucet puta, ili više, a plamen je poprimio razne uvrnute oblike, spontano, te se potom vratio u normalnu. Onda, nakon ovih transformacija Mjeseca od roga do roga, tj. preko svoje cijele duljine, poprimio je tamniji izgled."[3][4] 1976., Jack Hartung je iznio mišljenje da je taj izvještaj opisao stvaranje kratera Giordano Bruno.

- 19. travnja 1787., slavni britanski astronom William Herschel je uočio tri crvene točke na tamnoj strani Mjeseca.[5] Obavijestio je kralja Georgea III. i druge astronome. Herschel je smatrao da je taj fenomen možda erupcija vulkana te rekao da je blještavilo te tri točke bilo veće od kometa koji je otkriven 10. travnja.[6]
- 1866., iskusni promatrač Mjeseca J. F. Julius Schmidt je izjavio da je krater Linné promijenio svoj izgled. Na temelju ranijih crteža J. H. Schrötera, kao i osobnih promatranja i crteža napravljenih između 1841. i 1843., izjavio je da krater "u vrijeme nakrivljenog blještavila ne može više biti viđen"[7] dok je tijekom velikog sjaja bio vidljiv kao blještava točka. Na temelju nekoliko promatranja, kasnije je izjavio da se "Linné nikada ne može vidjeti ni pod bilo kojom blještavilom kao krater normalnog tipa" te da se "dogodila mjesna promjena." Danas, krater Linné je vidljiv kao normalan krater promjera otprilike 2,4 km.
- 2. studeni 1958., ruski astronom Nikolaj A. Kozirev promatrao je navodnu polusatnu "erupciju" koja se dogodila u središnjem dijelu kratera Alphonsus. Tijekom tog vremena, uočio je blještave emisije plina molekula C2 i C3.[8]
- 29. listopada 1963., James A. Greenacre i Edward Barr,[9] iz opservatorija Lowell u Flagstaffu, Arizoni, su manualno zabilježili vrlo blještave crvene, narančaste i ljubičaste svjetlosne fenomene na jugozapadnoj strani glave Cobra; planine jugo-istočno od Mjesečeve doline Vallis Schröteri; te na jugozapadnom dijelu kratera Aristarchus.[10] Ta bilješka je dovela do velike promjene stava prema izvještajima o TLP-ima. Willy Ley navodi: "Mnogi su tada usmjerili isprike prema pokojnom velikom astronomu, Sir Williamu Herschelu."[11] Winifred Sawtell Cameron navodi da je ovo zapažanje "pokrenulo moderno zanimanje za promatranje Mjeseca"[12]
- U noći s 1. – 2. studenog 1963., nekoliko dana nakon prethodnog zapažanja, francuski opservatorij du Pic-du-Midi, Zdenek Kopal[13] i Thomas Rackham[14] su snimili prve fotografije "velikog područja Mjesečevog blještavila."[15] Njegov članak u Scientific Americanu je od toga napravio jedan od najpopularnijih TLP događaja.[16]  Kopal, i drugi, su smatrali da su sunčeve energetske čestice uzrok tog fenomena.[17]
- Projekt Mjesečev treptaj bio je nacrt NASE 1965. – 1966. za istraživanje neobičnih fenomena (anomalija) na površini Mjeseca.
- Tijekom misije Apollo 11 Houston je poslao obavijest Apollu 11 da usputno promatraju blještavilo u okolici Aristarchus jer su astronomi iz Bochuma, Njemačke, uočili bljesak na toj površini Mjeseca. Nedugo nakon toga, Armstrong se javio i rekao da je doista dio tog područja "više osvjetljen od ostatka".[18]
- 1992., Audouin Dollfus s opservatorija u Pariz je zabilježio anomalije na krateru Langrenus. 30. prosinca primijetio je neobično visok albedo i polarizaciju koje su trajale šest minuta.[19] Tri dana kasnije uočio je manje, ali slične anomalije u blizini istog kratera.

## Objašnjenja
Objašnjenja se svrstavaju u četiri kategorije: isparavanje plina, udari meteora, elektrostatični fenomeni ili greške u promatranju.

### Isparavanje plina
Kod nekih TLP-a se radi o plinu koji izlazi iz podzemnih područja, o geološkim ili vulkanskim aktivnostima. Neki navodi ukazuju da radon izlazi na površinu Mjeseca. Najviše isparavanja radona zabilježeno je u okolici kratera Aristarchusa i kratera Keplera. Procjenjuje se da su takvi fenomeni doduše vrlo rijetki.

### Udari meteora ili asteroida
Krateri nastaju kontinuirano zbog udara asteroida, meteora ili katkad čak i kometa. Postoje tablice s udarima koji su snimljeni kamerama te postoje od 2005. Povezane su s meteorskim tuševima. Uočeni su i oblaci nakon pada ESA-ine SMART-1 svemirske letjelice.

### Elektrostatični fenomeni
Neki procjenjuju da učinci povezani s elektrostatičnim nabijanjem odgovorni za neke Mjesečeve fenomene. Jedna mogućnost je da elektrodinamični efekti povezani s razbijanjem materijala u blizini površine mogu dovesti do naboja plinova, kao i sunčev vjetar. Neki predlažu da bi i triboelektrični naboj čestica u prašini punoj plina mogao dovesti do elektrostatičnih naboja koji su vidljivi i sa Zemlje. Naposljetku, elektrostatična levitacija prašine kraj oblaka bi mogao dovesti do nekog oblika fenomena vidljivog sa Zemlje.

### Neprikladni uvjeti za promatranje
Moguće je i da su prijelazni Mjesečevi fenomeni povezani s greškom promatrača na Zemlji, a ne sa samim Mjesecom. Zemljina atmosfera može dovesti do privremenog poremećaja koje promatrači zamjenjuju s TLP-u na Mjesecu. Alternativno, drugi navode da sateliti u orbiti Zemlje ili meteori ili promatračke greške dovode do tih zabuna.

## Rasprava o statusu TLP-a
Velika poteškoća kod TLP-a je što je većina zapažanja nastala od pojedinaca ili od pojedine lokacije na Zemlji, a ne nekoliko udaljenih i nepovezanih izvještaja ili više svjedoka. Stoga mnogi TLP-e uzimaju s oprezom. Neke neobične teorije navode da su uzroci vjerojatno i NLO-i. Morris K. Jessup je jedan od najpoznatijih pobornika izvanzemaljske hipoteze.
Opservacije se koordiniraju s Udrugom promatrača Mjeseca i planeta i Britanskom udrugom astronoma. U modernom razdoblju, teleskopi i razne svemirske stanice pomoći će rasvjetljavanju fenomena za buduće generacije. 

## Vanjske poveznice
- Lunar Transient Phenomena  Arhivirana inačica izvorne stranice od 30. prosinca 2007. (Wayback Machine) NASA
- Lunar transient phenomena  Arhivirana inačica izvorne stranice od 4. srpnja 2009. (Wayback Machine) Association of Lunar & Planetary Observers
- NASA - Lunar Impact Monitoring Program  Arhivirana inačica izvorne stranice od 17. svibnja 2013. (Wayback Machine)
- Poratta, David. 27. lipnja 2007. Columbia Astronomer Offers New Theory Into 400-year-old Lunar Mystery. Columbia University. Pristupljeno 28. lipnja 2007.